# Einsam bin ich, nicht allein
Einsam bin ich, nicht allein, auch Einsam bin ich, nicht allein – In den Händen der Delawaren (Originaltitel: Alone Yet Not Alone) ist ein US-amerikanischer Historienfilm der Regisseure Ray Bengston und George D. Escobar aus dem Jahr 2013. Der Film wurde bekannt, da der Filmsong Alone Yet Not Alone zunächst für den Oscar 2014 nominiert und dann disqualifiziert wurde.

## Handlung
Der Film wird aus der Sicht der Hauptfigur Barbara Leininger erzählt. Die Handlung beginnt 1755, kurz vor Ausbruch des Siebenjährigen Krieges, als die fromme lutheranische deutsche Einwandererfamilie der Leiningers  Pennsylvania erreicht. Sie siedeln sich auf einer Farm im Grenzgebiet an. Die Farm wird schließlich von Kriegern der Delawaren angegriffen und die Töchter Barbara und Regina Leininger werden von den Indianern entführt. Die zu diesem Zeitpunkt zwölfjährige Barbara wird von ihrer kleineren Schwester getrennt und beide leben vier Jahre bei den Delawaren. In dieser Zeit erinnert Barbara sich an die Bibelverse, die sie im Elternhaus hörte und sie glaubt fest daran, dass Gott sie nicht verlässt und ihr beisteht. Schließlich gelingen ihr, Regina und anderen Gefangenen die Flucht.

## Hintergrund
Der Film basiert auf den Roman Alone Yet Not Alone von Tracy Leininger, die auf die historische Entführung ihrer Vorfahrinnen zurückgriff.
Das Produktionsunternehmen des Films Enthuse Entertainment beschreibt als ihre Aufgabe die Produktion familienfreundlicher, Gott ehrenden und glaubensbasierten Filmen, die den menschlichen Geist anregen sollen, Gott zu suchen. Der Vater der Autorin der Buchvorlage war Miteigentümer des Produktionsunternehmens. Enthuse Entertainment vertrieb den Film nicht auf den üblichen Weg. Vielmehr wurde die 2013 gegründete Internetplattform Seatzy genutzt, die Kirchen und christliche Medien über christlich-familienfreundliche Filme informiert. Über die Plattform können dann Karten vorbestellt werden. Sobald mindestens 500 örtliche Vorbestellungen vorliegen, bietet Seatzy Kinos die Vorführung an.

## Rezeption
MovieGuide attestierte dem Film eine sehr deutliche evangelikanisch-christliche Weltsicht. Die Bibel sei stets präsent und werde genutzt den Gegensatz zwischen Siedlern und heidnischen Indianern hervorzuheben. Die Botschaft des Films sei, dass Gott einen nie verlasse oder vergesse.
Der Filmdienst fasste den Film so zusammen:

„Flüssig inszenierter Debütfilm, der vor allem auf den christlichen Glauben der Familie abhebt, die Not und Entbehrung im Vertrauen auf Gott bewältigt.“

## Oscardisqualifizierung
Der Filmsong Alone Yet Not Alone wurde von Bruce Broughton geschrieben und der Text von Dennis Spiegel verfasst. Interpretiert wurde das Lied durch die  tetraplegische evangelikalische Sängerin Joni Eareckson Tada. Angesichts der nur begrenzten Aufführungen des Films und nicht nominierten Kandidaten wie U2 oder Lana del Rey, sowie der nur etwa 4000 Views umfassenden Youtube-Aufmerksamkeit des Musikvideos galt die Verkündung der Nominierung für den Filmsong-Oscar als überraschend. Nachdem sich herausgestellt hatte, dass Bruce Broughton eine Kampagne per E-Mails veranstaltet hatte, widerrief die Academy die Nominierung wegen unzulässiger Werbung. Nachdem Gerald Molen der Academy glaubensbedingte Doppelmoral mit der Disqualifizierung vorwarf, erwiderte diese mit einer Verdeutlichung ihrer Position und bekräftigte die Disqualifizierungsentscheidung.